# Кукля (Болгария)
Кукля — село в Болгарии. Расположено на территории села Игнатовци, ратуша Радовци, муниципалитет Дряново, район Габрово .

## География

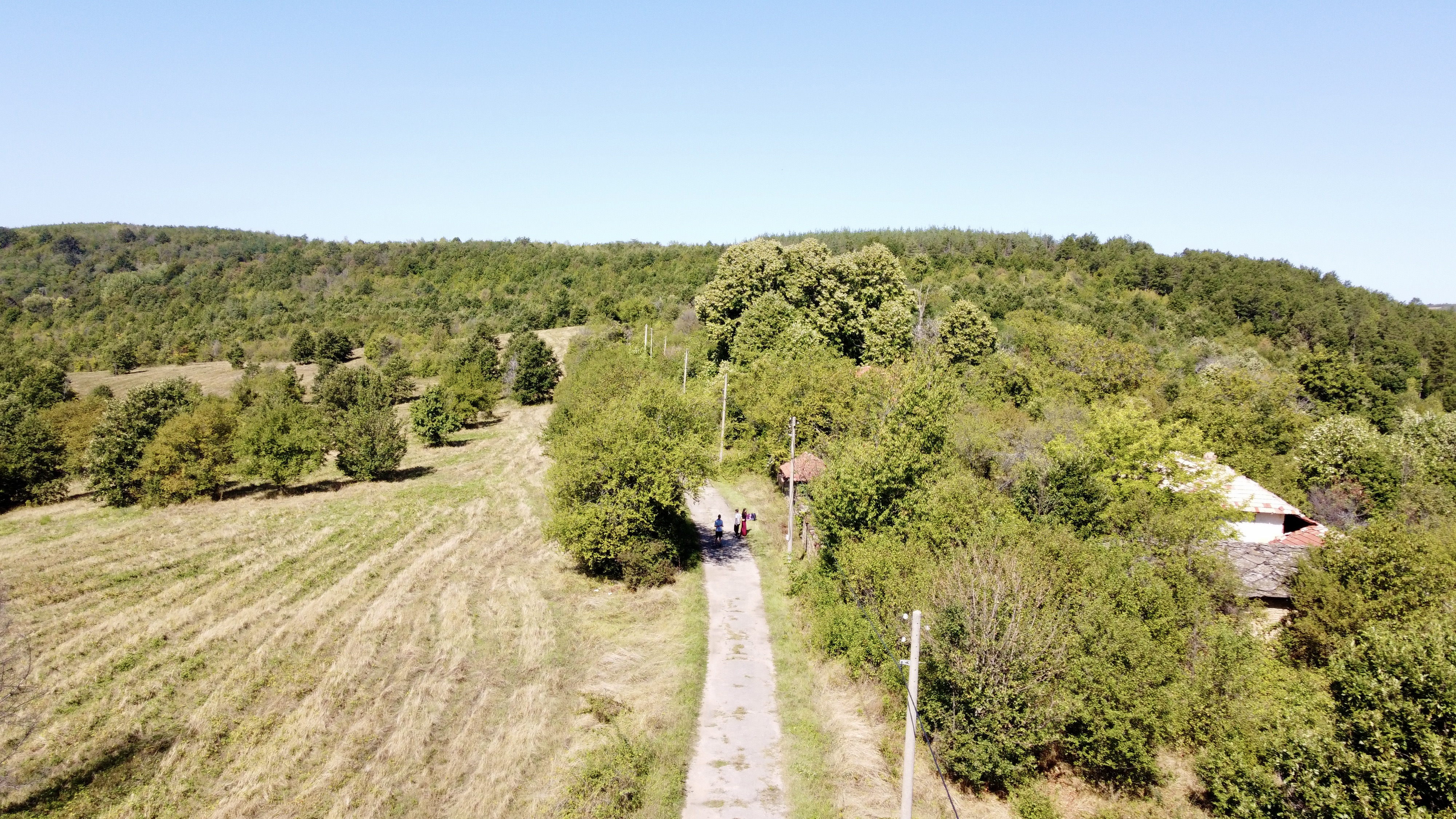
Дорога в деревню Кукля

Село Кукля расположено в горной местности.
Деревня расположена примерно:
В 8 км от Царева Ливада, в 13 км от Дряново, в 12 км от Трявны, в 25 км от Габрово и в 37 км от Велико Тырново .
Из деревни виден памятник Бузлуджа и гора Ботев.

## История
В настоящее время постоянных жителей в деревни нет. Сведений о происхождении деревни нет, но известно, что оно, а также деревни Глушка, Големи Булгарени, Банари, Билкини, Раданчето были массово заселены выходцами с Дунайской равнины. В 1934 году в селе было самое большое население (102 жителя). Это говорит о том, что миграция произошла после Балканской и Первой мировой войн.